# Chambourcy
Chambourcy /ʃɑ̃buʀˈsi/ è un comune francese di 6 078 abitanti situato nel dipartimento degli Yvelines nella regione dell'Île-de-France.

## Società

### Evoluzione demografica
Abitanti censiti